# Europees kampioenschap basketbal vrouwen 1976
Het 15e Europees kampioenschap basketbal vrouwen vond plaats van 20 tot 29 mei 1976 in Frankrijk. 13 nationale teams speelden in Moulins, Mont-Dore, Vichy en Clermont-Ferrand om de Europese titel.

## Voorronde
Gastland Frankrijk is automatisch geplaatst voor de hoofdronde, de overige 12 deelnemende landen zijn onderverdeeld in drie poules van vier landen. De top twee van elke poule plaatsten zich voor de hoofdronde, de overige landen speelden om de achtste plaats.

### Groep A
| Datum  | Land        | Score    | Land        |
| ------ | ----------- | -------- | ----------- |
| 20 mei | België      | 71 – 97  | Joegoslavië |
| 20 mei | Roemenië    | 60 – 127 | Sovjet-Unie |
| 21 mei | België      | 65 – 113 | Roemenië    |
| 21 mei | Joegoslavië | 59 – 110 | Sovjet-Unie |
| 22 mei | België      | 48 – 127 | Sovjet-Unie |
| 22 mei | Roemenië    | 70 – 71  | Joegoslavië |

| Groep A |             |             |             |             |            |            |            |        |
| #       | Land        | Wedstrijden | Wedstrijden | Wedstrijden | Doelpunten | Doelpunten | Doelpunten | Punten |
| #       | Land        | G           | W           | V           | V          | T          | Saldo      | Punten |
| 1       | Sovjet-Unie | 3           | 3           | 0           | 364        | 167        | +197       | 6      |
| 2       | Joegoslavië | 3           | 2           | 1           | 227        | 251        | -24        | 5      |
| 3       | Roemenië    | 3           | 1           | 2           | 243        | 263        | -20        | 4      |
| 4       | België      | 3           | 0           | 3           | 184        | 337        | -153       | 3      |

### Groep B
| Datum  | Land                     | Score   | Land                     |
| ------ | ------------------------ | ------- | ------------------------ |
| 20 mei | Bondsrepubliek Duitsland | 44 – 55 | Hongarije                |
| 20 mei | Polen                    | 74 – 56 | Italië                   |
| 21 mei | Italië                   | 59 – 53 | Bondsrepubliek Duitsland |
| 21 mei | Polen                    | 64 – 63 | Hongarije                |
| 22 mei | Polen                    | 62 – 60 | Bondsrepubliek Duitsland |
| 22 mei | Hongarije                | 43 – 55 | Italië                   |

| Groep B |                          |             |             |             |            |            |            |        |
| #       | Land                     | Wedstrijden | Wedstrijden | Wedstrijden | Doelpunten | Doelpunten | Doelpunten | Punten |
| #       | Land                     | G           | W           | V           | V          | T          | Saldo      | Punten |
| 1       | Polen                    | 3           | 3           | 0           | 200        | 179        | +21        | 6      |
| 2       | Italië                   | 3           | 2           | 1           | 170        | 170        | 0          | 5      |
| 3       | Hongarije                | 3           | 1           | 2           | 161        | 163        | -2         | 4      |
| 4       | Bondsrepubliek Duitsland | 3           | 0           | 3           | 157        | 176        | -19        | 3      |

### Groep C
| Datum  | Land              | Score   | Land      |
| ------ | ----------------- | ------- | --------- |
| 20 mei | Spanje            | 62 – 72 | Bulgarije |
| 20 mei | Tsjecho-Slowakije | 86 – 54 | Nederland |
| 21 mei | Nederland         | 56 – 57 | Spanje    |
| 21 mei | Tsjecho-Slowakije | 67 – 48 | Bulgarije |
| 22 mei | Tsjecho-Slowakije | 69 – 34 | Spanje    |
| 22 mei | Bulgarije         | 73 – 69 | Nederland |

| Groep C |                   |             |             |             |            |            |            |        |
| #       | Land              | Wedstrijden | Wedstrijden | Wedstrijden | Doelpunten | Doelpunten | Doelpunten | Punten |
| #       | Land              | G           | W           | V           | V          | T          | Saldo      | Punten |
| 1       | Tsjecho-Slowakije | 3           | 3           | 0           | 222        | 136        | +86        | 6      |
| 2       | Bulgarije         | 3           | 2           | 1           | 193        | 198        | -5         | 5      |
| 3       | Spanje            | 3           | 1           | 2           | 153        | 197        | -44        | 4      |
| 4       | Nederland         | 3           | 0           | 3           | 179        | 216        | -37        | 3      |

## Hoofdronde
Onderlinge resultaten uit de voorronde telden mee voor de hoofdronde.

### Groep X
| Datum  | Land        | Score   | Land              |
| ------ | ----------- | ------- | ----------------- |
| 24 mei | Polen       | 63 – 91 | Tsjecho-Slowakije |
| 24 mei | Sovjet-Unie | 96 – 57 | Bulgarije         |
| 24 mei | Frankrijk   | 58 – 41 | Italië            |
| 25 mei | Joegoslavië | 53 – 54 | Bulgarije         |
| 25 mei | Frankrijk   | 56 – 62 | Tsjecho-Slowakije |
| 25 mei | Sovjet-Unie | 95 – 46 | Polen             |
| 26 mei | Italië      | 51 – 60 | Tsjecho-Slowakije |
| 26 mei | Joegoslavië | 90 – 81 | Polen             |
| 26 mei | Frankrijk   | 56 – 83 | Sovjet-Unie       |
| 27 mei | Frankrijk   | 70 – 60 | Joegoslavië       |
| 27 mei | Sovjet-Unie | 90 – 49 | Italië            |
| 27 mei | Polen       | 64 – 71 | Bulgarije         |
| 28 mei | Joegoslavië | 75 – 65 | Italië            |
| 28 mei | Sovjet-Unie | 62 – 30 | Tsjecho-Slowakije |
| 28 mei | Frankrijk   | 50 – 53 | Bulgarije         |
| 29 mei | Joegoslavië | 59 – 64 | Tsjecho-Slowakije |
| 29 mei | Frankrijk   | 53 – 52 | Polen             |
| 29 mei | Italië      | 65 – 56 | Bulgarije         |

| Groep X |                   |             |             |             |            |            |            |        |
| #       | Land              | Wedstrijden | Wedstrijden | Wedstrijden | Doelpunten | Doelpunten | Doelpunten | Punten |
| #       | Land              | G           | W           | V           | V          | T          | Saldo      | Punten |
| 1       | Sovjet-Unie       | 6           | 6           | 0           | 536        | 297        | +239       | 12     |
| 2       | Tsjecho-Slowakije | 6           | 5           | 1           | 374        | 339        | +35        | 11     |
| 3       | Bulgarije         | 6           | 3           | 3           | 339        | 395        | -56        | 9      |
| 4       | Frankrijk         | 6           | 3           | 3           | 343        | 351        | -8         | 9      |
| 5       | Joegoslavië       | 6           | 2           | 4           | 396        | 444        | -48        | 8      |
| 6       | Polen             | 6           | 1           | 5           | 380        | 456        | -76        | 7      |
| 7       | Italië            | 6           | 1           | 5           | 327        | 413        | -86        | 7      |

## Plaatsingswedstrijden 8e-13e plaats
Onderlinge resultaten uit de voorronde telden mee voor de plaatsingsronde.

### Groep X
| Datum  | Land                     | Score   | Land                     |
| ------ | ------------------------ | ------- | ------------------------ |
| 24 mei | Hongarije                | 73 – 65 | Nederland                |
| 24 mei | Bondsrepubliek Duitsland | 50 – 41 | Spanje                   |
| 25 mei | Roemenië                 | 81 – 57 | Nederland                |
| 25 mei | België                   | 51 – 73 | Spanje                   |
| 26 mei | Roemenië                 | 71 – 54 | Bondsrepubliek Duitsland |
| 26 mei | België                   | 57 – 87 | Hongarije                |
| 27 mei | België                   | 68 – 67 | Bondsrepubliek Duitsland |
| 27 mei | Roemenië                 | 56 – 67 | Hongarije                |
| 28 mei | Bondsrepubliek Duitsland | 68 – 70 | Nederland                |
| 28 mei | Spanje                   | 60 – 64 | Hongarije                |
| 29 mei | België                   | 46 – 63 | Nederland                |
| 29 mei | Roemenië                 | 82 – 62 | Spanje                   |

| Groep X |                          |             |             |             |            |            |            |        |
| #       | Land                     | Wedstrijden | Wedstrijden | Wedstrijden | Doelpunten | Doelpunten | Doelpunten | Punten |
| #       | Land                     | G           | W           | V           | V          | T          | Saldo      | Punten |
| 8       | Hongarije                | 5           | 5           | 0           | 346        | 282        | +64        | 10     |
| 9       | Roemenië                 | 5           | 4           | 1           | 403        | 305        | +98        | 9      |
| 10      | Spanje                   | 5           | 2           | 3           | 293        | 303        | -10        | 7      |
| 11      | Nederland                | 5           | 2           | 3           | 311        | 325        | -14        | 7      |
| 12      | België                   | 5           | 1           | 4           | 287        | 403        | -116       | 6      |
| 13      | Bondsrepubliek Duitsland | 5           | 1           | 4           | 283        | 305        | -22        | 6      |

## Eindrangschikking
| Goud   | Sovjet-Unie       |
| Zilver | Tsjecho-Slowakije |
| Brons  | Bulgarije         |
| 4      | Frankrijk         |
| 5      | Joegoslavië       |
| 6      | Polen             |
| 7      | Italië            |

| 8  | Hongarije                |
| 9  | Roemenië                 |
| 10 | Spanje                   |
| 11 | Nederland                |
| 12 | België                   |
| 13 | Bondsrepubliek Duitsland |

1938 · 
1950 · 
1952 · 
1954 · 
1956 · 
1958 · 
1960 · 
1962 · 
1964 · 
1966 · 
1968 · 
1970 · 
1972 · 
1974 · 
1976 · 
1978 · 
1980 · 
1981 · 
1983 · 
1985 · 
1987 · 
1989 · 
1991 · 
1993 · 
1995 · 
1997 · 
1999 · 
2001 · 
2003 · 
2005 · 
2007 · 
2009 · 
2011 · 
2013 · 
2015 · 
2017 · 
2019 · 
2021 · 
2023